# George Schaller
George Schaller (Berlino, 26 maggio 1933) è un etologo, biologo  e conservazionista statunitense, noto in tutto il mondo per le sue ricerche sul campo in Africa, Asia e Sudamerica.
Le sue ricerche sui gorilla di montagna dei monti Virunga, in Africa orientale, gettarono le basi per lo studio scientifico del comportamento di questi animali, e ispirarono e servirono da punto di partenza per le successive ricerche di Dian Fossey. Fra gli altri studi celebri di Schaller si possono ricordare quelli sugli spostamenti dei grandi felini nel Parco nazionale del Serengeti (Tanzania), sul leopardo delle nevi (Nepal), e sul panda gigante (Cina).